# 남부양털거미원숭이
남부양털거미원숭이 또는 남부무리키(Brachyteles arachnoides)는 브라질이 원산지인 무리키의 일종이다. 브라질의 파라나, 상파울루, 리우데자네이루, 이스피리투산투 그리고 미나스제라이스 주에서 발견된다. 이 신세계원숭이는 현지에서는 "모노 카보에이로"(mono carvoeiro, 번역하면 숯원숭이)라는 이름으로 불린다.
신세계원숭이 중 가장 크다. 수컷 무리키는 머리에서 발끝까지 55–78 cm이며, 꼬리는 74-80 cm이고 몸무게는 9.6-15 kg이다. 암컷은 머리에서 발끝까지 46-63 cm이며, 꼬리는 65-74 cm이고 몸무게는 8-11 kg이다.
북부무리키(B. hypoxanthus)는 핑크색 반점의 검은 얼굴을 지닌 반면에, 남부무리키(B. arachnoides)는 반점이 없는 검은 얼굴을 지니고 있어 북부 종과 구별된다.
사육 상태에 있는 남부무리키 개체군은 겨우 2곳에 불과하다. 이들은 브라질의 쿠리치바 동물원과 소로카바 동물원에 수용되어 있다.